# Sierpc
Sierpc é um município da Polônia, na voivodia da Mazóvia e no condado de Sierpc. Estende-se por uma área de 18,6 km², com 17 962 habitantes, segundo os censos de 2018, com uma densidade de 965,7 hab/km².